# 黛瑞安娜猪笼草
黛瑞安娜猪笼草（学名：Nepenthes 'Dyeriana'），又作戴瑞安娜猪笼草，是混合猪笼草（N. × mixta）与迪克森猪笼草（N. × dicksoniana）的杂交种。它最早以Nepenthes ‘Sir William Thiselton Dyer’的名字发表。

## 历史
黛瑞安娜猪笼草是维多利亚时期具有代表性的猪笼草栽培品种，它由来自维奇苗圃的George Tivey在19世纪末和20世纪初培育，并在皇家园艺学会的一次会议上首次展出。《园丁纪事》则于1900年首次记载了该栽培种。
|  | 除了诺斯猪笼草，这是迄今为止引入我们花园中最优秀的猪笼草之一。它由维奇苗圃培育，并在皇家园艺学会的一次会议上展出，以邱园的园长Sir William T. Thiselton Dyer的名字命名，他在邱园的诸多贡献之一便是建造了一个专门的猪笼草温室，因此以他的名字命名将这种优秀的栽培品种是再合适不过的了。当得知它的父母本也同样是优良的栽培种时，这种植物之所以如此优秀也就毫不令人感到意外了。它由混合猪笼草和迪克森猪笼草杂交而来，这两个品种都非常优秀，也都在本刊上登载过。 |

由于其捕虫笼巨大、外形美观且易于栽培，黛瑞安娜猪笼草得到了来自园艺界高度的赞誉。并作为一种经典的猪笼草栽培种流传至今。曾经的黛瑞安娜猪笼草价格十分昂贵，但是經過大量人工繁殖后成为了被广泛栽培的廉价园艺种。是维奇苗圃经过两次世界大战摧残后仅剩的两种诺斯猪笼草的杂交种之一，另外一种是混合猪笼草。
社群内流传有一些关于该品种的带有传奇色彩的故事，但暂时无法佐证其真伪。

## 扩展阅读
- 食虫植物照片搜寻引擎中黛瑞安娜猪笼草的照片 （页面存档备份，存于）

1. 1 2 3  . Nepenthes Diary.   [2024-09-27]. （原始内容存档于2024-11-30） （英语）.
2. 1 2 3  . Nepenthes x 'Dyeriana' 戴瑞安娜豬籠草.   [2024-09-27]. （原始内容存档于2023-11-26）.
3. ↑  . exticaplants.blogspot.com.   [2024-12-30] （中文（臺灣））.
4. ↑  . chinese-cp.com.   [2024-09-27]. （原始内容存档于2024-11-30）.